# Carne de cangrejo

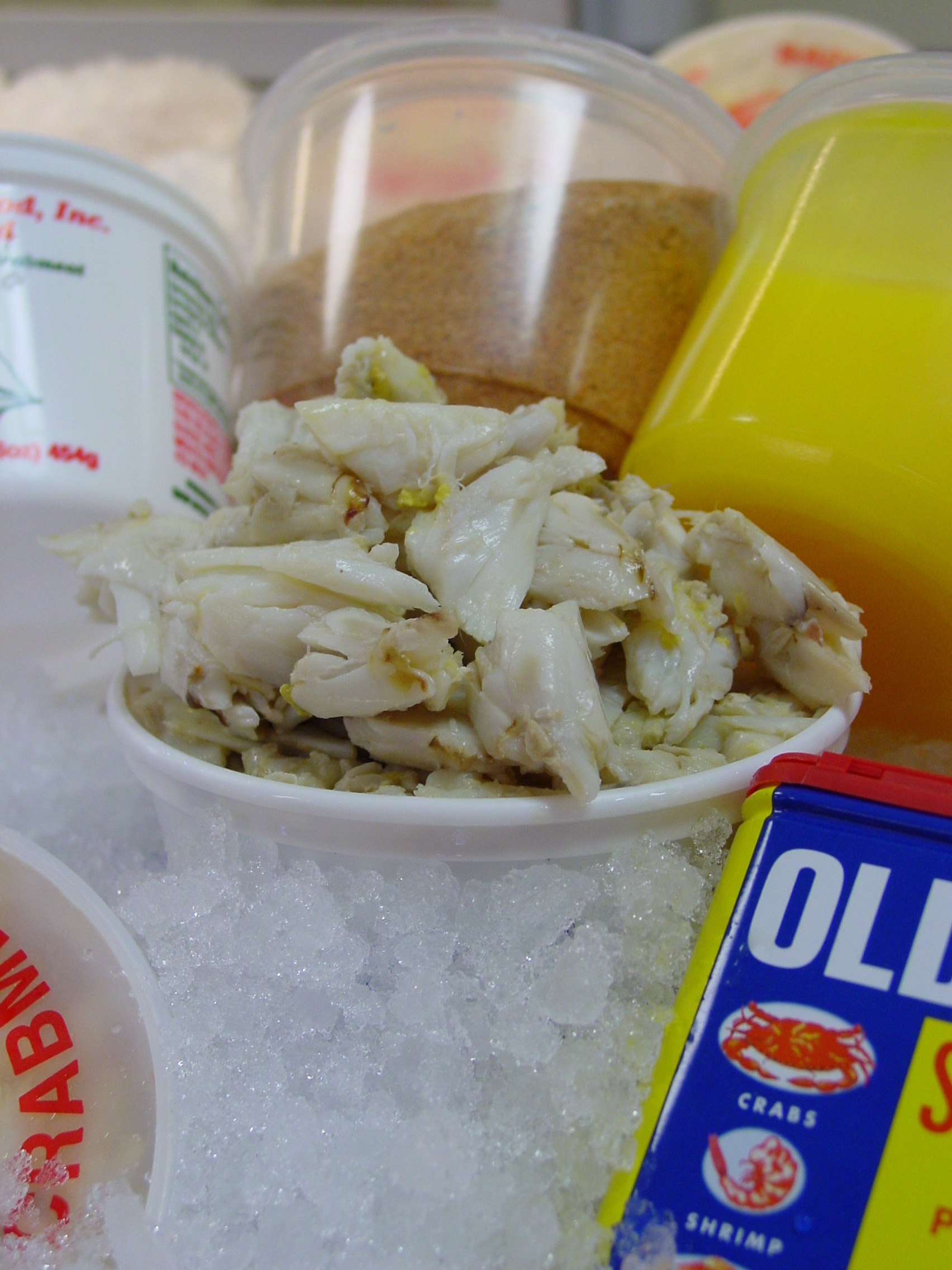
Carne de cangrejo Lump.

La carne de cangrejo se emplea en diferentes platos de todo el mundo. Es apreciada por su sabor suave y delicado. La carne de cangrejo comercialmente disponible procede con mayor frecuencia de cangrejo azul (Callinectus sapidus), cangrejo azul nadador (Portunus pelagicus) y cangrejo rojo nadador (Portunus haanii).
No debe confundirse la auténtica carne de cangrejo con el sucedáneo, habitualmente en forma de palito.

## Categorías
La carne de cangrejo viene en diferentes categorías, según la parte del cangrejo de la que procede y del tamaño medio de la pieza de la que se haya extraído.
Colossal
La carne de cangrejo Colossal (‘colosal’), también Mega Jumbo Lump (‘trozo súpergigante’), son los trozos enteros mayores de cangrejo azul y cangrejo azul nadador. Se toma de los dos músculos mayores conectados a las aletas natatorias traseras del cangrejo.
Jumbo Lump
La carne de cangrejo Jumbo Lump (‘trozo gigante’) es la procedente de los dos músculos grandes conectados a las aletas natatorias. Son trozos menores que los Colossal, y al contrario que los trozos más pequeños, pueden usarse enteros. Tienen un color blanco brillante y un sabor exquisito.
Lump
La carne de cangrejo Lump (‘trozo’) es la formada por trozos rotos de Jumbo Lump, que no se incluyen en los envases de este tipo, y otras escamas. Este tipo de carne es ideal para los crabcakes y suele usarse industrialmente.
Special
La carne Special (‘especial’) son jirones y escamas pequeñas de carne blanca de la cavidad corporal del cangrejo. Suele usarse para cualquier plato que exija carne de cangrejo.
Back Fin
La porción Back Fin (‘aleta trasera’) consiste en escamas de carne blanca procedente de los trozos Special y Jumbo Lump.
Claw
La carne de cangrejo Claw (‘pinza’) es la rosa oscuro que procede de las aletas natatorias y las pinzas del cangrejo. Tiene un sabor más fuerte y es más barata que los tipos de carne blanca. Se usa a menudo en sopas.
Claw Fingers
Los Claw Fingers (‘dedos de pinza’), o también Cocktail Fingers (‘dedos de cóctel’), son las puntas de las tenazas, normalmente servidas enteras, con carne rosa oscuro aún en ellos. Suelen usarse como guarnición o aperitivo.